# (1234) Elyna
(1234) Elyna est un astéroïde de la ceinture principale, découvert le 18 octobre 1931 à Heidelberg par Karl Wilhelm Reinmuth.
Les premières lettres des planètes mineures 1227 à 1234 (GSTRACKE), toutes découvertes par Reinmuth, forment le nom de Gustav Stracke, un astronome et calculateur d’orbite allemand, qui avait demandé qu’on ne donnât pas son nom à une planète. Ainsi, Reinmuth lui rendit hommage, tout en respectant sa volonté.